# Stazione di Paternopoli
La stazione di Paternopoli è una stazione ferroviaria ubicata lungo la linea Avellino-Rocchetta Sant'Antonio. Serve il centro abitato di Paternopoli, situato a circa 6 km dalla stazione.

## Storia
La stazione venne attivata insieme alla prima parte della ferrovia da Avellino a Paternopoli il 27 ottobre 1893. Aveva un modesto traffico passeggeri e merci, diminuito con la diffusione del trasporto su gomma.
Nel 1987 divenne impresenziata e nel dicembre 2005, quando era servita ormai da un solo treno al giorno, fu soppressa.
L'esercizio ferroviario sulla linea è stato sospeso il 12 dicembre 2010, e riattivato a partire dal 2016 per treni turistici. Dal 2018, la stazione di Paternopoli torna ad essere occasionalmente servita dai treni storici di Fondazione FS Italiane, spesso in occasione di sagre ed eventi in località limitrofe.

## Strutture e impianti
La stazione è dotata di 2 binari passanti dotati di marciapiede per il servizio passeggeri ed un binario tronco che era utilizzato dallo scalo merci.
A causa del terremoto del 1980, che sconvolse le zone dell'Irpinia, il fabbricato viaggiatori venne sostituito con una struttura prefabbricata ancora oggi visibile e lo scalo merci fu dismesso.